# Vledderinge

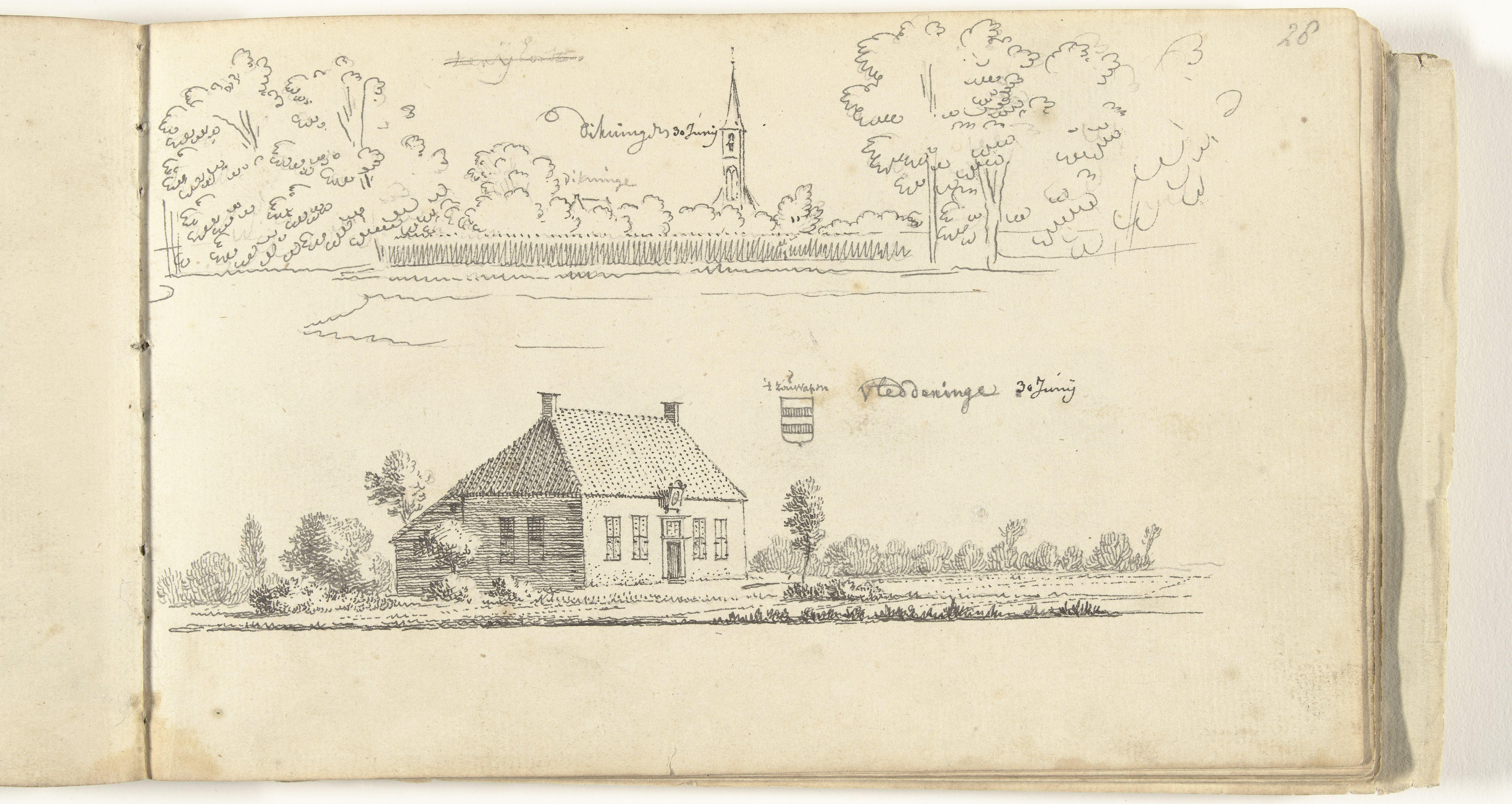
Vledderinge (onderste helft van het blad) in een schetsboek van Abraham de Haen in 1732

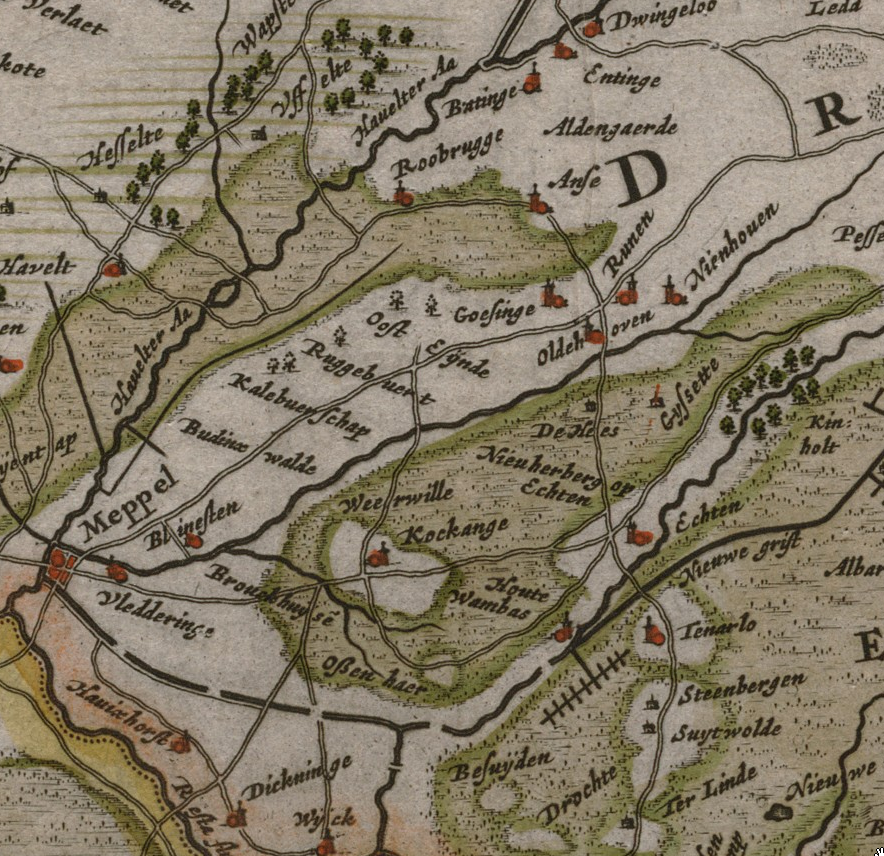
Havezate Vledderinge op een kaart van Cornelis Pijnacker in 1634

Vledderinge was een havezate in het nabij de Drentse plaats Meppel gelegen buurschap de Oosterboer. Het is niet bekend wanneer Vledderinge exact gebouwd is. De naam Vledderinge komt al in het begin van de 13e eeuw voor. Ene Henric van Vledderinge sneuvelde in 1227 in de slag bij Ane. 

## Erkenning als havezate
In de tweede helft van de 15e eeuw komt Vledderinge in bezit van de Herman van den Clooster. Bij het huis hoorde ook de weg van de Oosterboer naar Meppel, die gebruikt werd als kerkepad door de bewoners van Vledderinge en daarom het Jufferenpad werd genoemd. Van den Clooster was gehuwd met Lyse de Vos van Steenwijk. Zij bezaten eveneens de in het naburige De Schiphorst gelegen havezate Havixhorst. Havixhorst werd geërfd door hun oudste zoon. Een andere zoon, Roelof, verkreeg Vledderinge. Door verdere vererving kwam Vledderinge in het bezit van Overijsselse families, die Vledderinge verhuurden. Wel werd Vledderinge in 1646 als havezate erkend. Een van de latere eigenaren, Rudolph van den Clooster tot het Slot, verzocht in 1702 om toelating tot de Drentse Ridderschap. Die toelating werd hem geweigerd, niet vanwege Vledderinge, maar omdat hij onvoldoende gekwalificeerd zou zijn. Vermoedelijk speelde hierbij ook een rol, dat hij de dood van een vaandrig op zijn geweten had. Vanwege financiële problemen moest Vledderinge in 1704 verkocht worden. De nieuwe eigenaar Zeino Joachim van Welvelde werd wel toegelaten tot de ridderschap. In de 18e eeuw wisselde Vledderinge nog enige malen van eigenaar. 

## Rechteren
In 1752 werd het 'recht van havezate' van Vledderinge gekocht door de toenmalige drost van Drenthe, Alexander Carel van Heiden van de familie van Dongen. Van Heiden kreeg hierdoor toegang tot de Ridderschap van Drenthe. Hij kreeg vervolgens toestemming van de Landdag om het recht van havezate van Vledderinge te verleggen naar zijn woning Laarwoud in Zuidlaren. Vanaf dat moment verloor Vledderinge de status van havezate en werd een 'gewone' boerderij. In 1792 kwam de boerderij door verkoop in handen van Berend van Regteren. Vanaf dat moment kreeg de voormalige havezate Vledderinge de naam "Rechteren". Vanaf 1809 werd Rechteren een zeepziederij met als eigenaar T. Braspot en vervolgens de firma B. Struben. Unilever kocht het bedrijf in 1934 en sloopte een groot deel van de oude havezate. Vanaf 1935 tot 1975 was  exportslagerij Dengerink Vleeswaren er gevestigd. Rond de gebouwen - die eerst vrij stonden in weilanden buiten Meppel -  werd in de jaren 50 de wijk 'Jeruzalem' gebouwd met 124 Airey-woningen. In 1975 verhuisde de exportslagerij en werden alle gebouwen gesloopt. Van de voormalige havezate Vledderinge restte toen niets meer. Op de locatie waar de havezate stond is een complex bejaardenwoningen gebouwd. De straat heet Rechteren, ook staat er een villa met die naam. Dit huis is in 1910 gebouwd door de firma Struben en was later de directeurswoning van Dengerink. Nu is het gebouw een koninkrijkszaal van Jehova's getuigen.